# Сура Аль-Ахзаб
Сура Аль-Ахзаб (араб. سورة الأحزاب‎) або Військові загони — тридцять третя сура Корану. Мединська, містить 73 аяти.